# Gute Pillen – Schlechte Pillen
Gute Pillen – Schlechte Pillen (GPSP) ist eine pharmakritische Arznei- und Gesundheitszeitschrift für Laien. Die achtundzwanzigseitige Zeitschrift erscheint zweimonatlich, werbefrei und ist laut eigenen Angaben unabhängig von der Pharmaindustrie und anderen Interessengruppen. Die Zeitschrift orientiert sich am US-amerikanischen Vorbild Worst Pills – Best Pills. Herausgeber des Blattes ist die Gemeinnützige Gesellschaft für unabhängige Gesundheitsinformation mbH in Bielefeld.
Die GPSP-Gründungsinitiative ging von den unabhängigen Arzneimittel-Zeitschriften Arznei-Telegramm, Der Arzneimittelbrief und Pharma-Brief aus. Später kam noch Arzneiverordnung in der Praxis (AVP) dazu. Diese vier Zeitschriften sind Mitglied der International Society of Drug Bulletins (ISDB). Wie GPSP verzichten auch diese „Mutterzeitschriften“ seit Anbeginn auf Anzeigen und verhindern so industrielle Einflussnahme.